# Casarão do Senhor Emílio Carlos Moreira de Abreu
O Casarão do Sr. Emílio Carlos Moreira de Abreu também conhecido com Casarão de Antônio Prado, está localizado na cidade de Antônio Prado de Minas, no estado de Minas Gerais. O imóvel pertence ao Sr. Sebastião Aroldo Abreu.

## Tombamento
Foi tombado por meio do Decreto n° 11/2006 pela Prefeitura Municipal de Antônio Prado de Minas por sua importância cultural.